# 빈트 서프

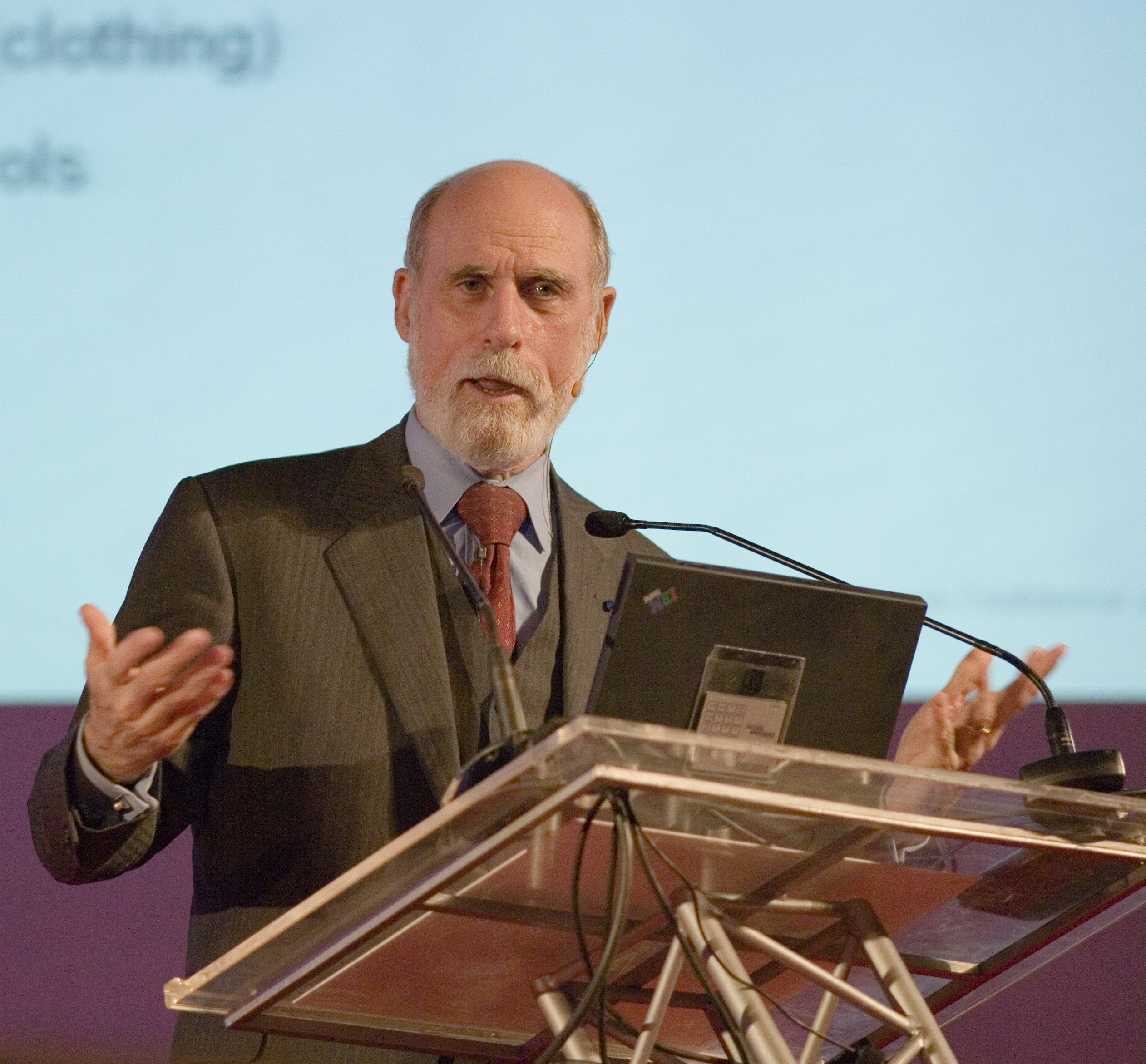
2007년, 벵갈루루에서 연설하는 빈트 서프

빈트 서프(Vinton Gray Cerf, 1943년 6월 23일 ~ )는 인터넷과 TCP/IP 프로토콜의 탄생에 기여한 공로로 '인터넷의 아버지' 중 한 사람으로 꼽히는 미국의 전산학자이다.
1965년에 스탠퍼드 대학교 수학과를 졸업했으며, 그 후 잠시 IBM에서 일하다 1967년 캘리포니아 대학교 로스앤젤레스 대학원에 진학하였다. 대학원에서는 레오나드 클라인락 교수의 지도하에 전산학을 전공, 1970년 석사, 1972년 박사 학위를 취득하였다. 또한 2012년에는 일본 게이오기주쿠 대학에서 명예박사학위를 받았다.
일반 인터넷 사용자의 관점을 부각시키고 인터넷 개발에 기여하는 다른 기술적인 모임들(IETF 등)을 관장하고자 1992년에 인터넷 협회를 창립했으며, 1999년 물러날 때까지 초대 의장으로 일했다.
1996년에 계산기 학회의 데이터 통신 분과에서 수여하는 씨그컴상을 수상하였으며, 2004년에는 로버트 칸과 공동으로 계산기 학회의 튜링상을 수상하였다.
현재는 구글의 부사장 및 수석 인터넷 전도사(Chief Internet Evangelist)를 맡고 있다.

## 같이 보기
- 인터넷의 역사
- 폴 배런